# Rio Mariricu
Rio Mariricu är ett vattendrag i Brasilien.   Det ligger i delstaten Espírito Santo, i den sydöstra delen av landet, 900 km öster om huvudstaden Brasília.
Omgivningarna runt Rio Mariricu är en mosaik av jordbruksmark och naturlig växtlighet.